# Supercoppa rumena 2022 (pallavolo femminile)
La Supercoppa rumena 2022, 3ª edizione della Supercoppa nazionale di pallavolo femminile, si è svolta dal 22 al 23 ottobre 2022: al torneo hanno partecipato quattro squadre di club rumene e la vittoria finale è andata per la prima volta al Lugoj.

## Regolamento
La formula ha previsto semifinali e finale, con abbinamenti effettuati tramite sorteggio.

## Squadre partecipanti
| Squadra    | Qualificazione                                         |
| ---------- | ------------------------------------------------------ |
| Alba-Blaj  | Vincitrice Divizia A1 2021-22/Coppa di Romania 2021-22 |
| Lugoj      | 5ª in Divizia A1 2021-22                               |
| Târgoviște | Finalista Divizia A1 2021-22/Coppa di Romania 2021-22  |
| Voluntari  | 3ª in Divizia A1 2021-22                               |

## Torneo
|  | Semifinali | Semifinali | Semifinali |       |           | Finale    | Finale | Finale |  |
|  |            |            |            |       |           |           |        |        |  |
|  | Voluntari  | Voluntari  | 3          |       |           |           |        |        |  |
|  | Voluntari  | Voluntari  | 3          |       |           |           |        |        |  |
|  | Târgoviște | Târgoviște | 2          |       |           |           |        |        |  |
|  | Târgoviște | Târgoviște | 2          |       | Voluntari | Voluntari | 0      |        |  |
|  |            |            |            |       | Voluntari | Voluntari | 0      |        |  |
|  |            |            | Lugoj      | Lugoj | 3         |           |        |        |  |
|  | Alba-Blaj  | Alba-Blaj  | Lugoj      | Lugoj | 3         | 1         |        |        |  |
|  | Alba-Blaj  | Alba-Blaj  |            |       |           |           |        |        |  |
|  | Lugoj      | Lugoj      | 3          |       |           |           |        |        |  |

### Semifinali
| 22 ottobre 2022 Sala Sporturilor, Mioveni Durata: 2h:06 - Spettatori: 150 | Voluntari | 3 - 2 | Târgoviște | 25-21, 20-25, 25-16, 24-26, 15-12 |
| 22 ottobre 2022 Sala Sporturilor, Mioveni Durata: 1h:55 - Spettatori: 150 | Alba-Blaj | 1 - 3 | Lugoj      | 22-25, 25-23, 26-28, 23-25        |

### Finale
| 23 ottobre 2022 Sala Sporturilor, Mioveni Durata: 1h:23 - Spettatori: 300 | Voluntari | 0 - 3 | Lugoj | 21-25 ,23-25, 22-25 |